# Yamaha YZF-R3
La Yamaha YZF-R3 o simplemente Yamaha R3 es una motocicleta de tipo deportivo fabricada por Yamaha.
Fue lanzada en 2015, forma parte de la línea de motocicletas YZF deportivas de Yamaha. Es una motocicleta ligera, ideal para iniciarse en la conducción de motocicletas deportivas.